# Символы химических элементов
Символы химических элементов или знаки химические — условное обозначение химических элементов. Вместе с химическими формулами, схемами и уравнениями химических реакций образуют формальный язык химии — систему условных обозначений и понятий, предназначенную для краткой, ёмкой и наглядной записи и передачи химической информации.
В зависимости от контекста символ химического элемента может обозначать:
- название химического элемента;
- один атом элемента;
- один моль атомов этого элемента.

## Принципы обозначения
Современные символы химических элементов состоят из первой буквы или из первой и одной из следующих букв латинского названия элементов. При этом только первая буква — заглавная. Например, H — водород (лат. Hydrogenium), N — азот (лат. Nitrogenium), Ca — кальций (лат. Calcium), Pt — платина (лат. Platinum) и т. п.
Для неоткрытых и новооткрытых трансурановых элементов, которые пока не получили утверждённого ИЮПАК названия, используют трехбуквенные обозначения, означающие числительное — порядковый номер. Например, Uue — унуненний (лат. Ununennium, 119), Ubh — унбигексий (лат. Unbihexium, 126).
Изотопы водорода имеют особые символы и названия: {\displaystyle {\ce {H}}} — протий {\displaystyle {\ce {^1H}}}, {\displaystyle {\ce {D}}} — дейтерий {\displaystyle {\ce {^2H}}}, {\displaystyle {\ce {T}}} — тритий {\displaystyle {\ce {^3H}}}.
Для обозначения изобаров и изотопов перед символом химического элемента вверху ставится массовое число (напр., 14N), а слева внизу — порядковый номер элемента (атомный номер) (напр., 64Gd). В том случае, когда в химических формулах и химических уравнениях не указаны массовое число и порядковый номер, каждый химический знак выражает среднюю относительную атомную массу его изотопов в земной коре.
Для обозначения заряженного атома вверху справа указывается заряд иона (напр., Ca2+). Внизу справа указывают число атомов данного элемента в реальной или условной молекуле (напр., N2 или Fe2O3). Свободные радикалы обозначаются точкой справа (напр., Cl·).
| массовое число   |                 | заряд иона              |
|                  | Символ элемента |                         |
| порядковый номер |                 | число атомов в молекуле |

## Международные и национальные символы
Приведённые в Периодической таблице элементов символы являются международными, но наряду с ними в некоторых странах употребительны обозначения, произведённые от национальных названий элементов. Например, во Франции вместо символов азота N, бериллия Be и вольфрама W могут использоваться Az (Azote), Gl (Glucinium) и Tu (Tungstène). В США вместо знака ниобия Nb нередко применяют Cb (Columbium).
В Китае используется свой вариант химических знаков, основанный на китайских символах. Большинство символов были изобретены в XIX — XX веках. Символы для металлов (кроме ртути) используют радикал 钅 или 金 («золото», металл вообще), для твёрдых при нормальных условиях неметаллов — радикал 石 («камень»), для жидкостей — 水 («вода»), для газов — 气 («пар»). Например, символ молибдена 钼 состоит из радикала 钅 и фонетика 目, задающего произношение mu4.

## История символов химических элементов
Учёные древнего мира и средних веков применяли для обозначения веществ, химических операций и приборов символические изображения, буквенные сокращения, а также сочетания тех и других. Систематическое применение алхимиками особых химических знаков начинается с XIII в. Одними из первых начинают прививаться следующие обозначения четырёх элементов-стихий Аристотеля:

Огонь

Земля

Воздух

Вода

В то же время формируется символика металлов. Так, у Раймунда Луллия семь металлов, известных с древности, имеют обозначения, тождественные с астрологическими знаками семи небесных светил: Солнца (☉, золото), Луны (☽, серебро), Юпитера (♃, олово), Венеры (♀, медь), Сатурна (♄, свинец), Меркурия (☿, ртуть), Марса (♁, железо).
Происхождение и смысл этих символов достоверно неизвестны. Возможно, что знак свинца должен изображать косу Сатурна, знак железа — щит и копьё Марса, знак меди — ручное зеркало Венеры и т. п.: тогда их можно рассматривать, как знаки мифологических божеств, под названиями которых были известны металлы; но одинаково вероятно, что эти знаки являются и сокращениями имён тех же божеств. У алхимиков XIV—XVI вв. встречаются и такие объяснения, что замкнутый круг есть знак совершенства металла, полукруг (полумесяц) — знак приближения его к совершенству.
Металлы, открытые в XV—XVIII веках, — висмут, цинк, кобальт — стали обозначаться первыми буквами их названий. Тогда же появились символы сложных веществ, связанные с их названиями. Например, знак винного спирта составлен из букв S и V (лат. spiritus vini). Знаки крепкой водки (лат. aqua fortis) — азотной кислоты, и царской водки (лат. aqua regis), смеси соляной и азотной кислот, составлены из знака воды  и прописных букв F и R соответственно. Знак стекла (лат. vitrum) образован из двух букв V — прямой и перевёрнутой.
А.-Л. Лавуазье, работая над новой классификацией и номенклатурой, предложил весьма громоздкую систему химической символики для элементов и соединений. Попытки упорядочить старинные химические знаки продолжались до конца XVIII века. Более целесообразная знаковая система была предложена в 1787 г. Ж.-А. Гассенфратцем и П.-О. Аде; их химические знаки приспособлены уже к антифлогистической теории Лавуазье и имеют некоторые особенности, сохранившиеся впоследствии. Они предложили ввести в качестве общих для каждого класса веществ символы в виде простых геометрических фигур и буквенных обозначений, а также прямые линии, проведённые в различных направлениях, для обозначения «истинных элементов» — света и теплорода, а также элементарных газов — кислорода, азота и водорода. Так, все металлы должны были обозначаться кружками с начальной буквой (иногда две буквы, причём вторая строчная) французского названия металла посередине; все щёлочи и щёлочные земли (отнесённые Лавуазье тоже к числу элементов) — различным образом расположенными треугольниками с латинскими буквами посреди и т. д.
В начале XIX века английский химик Дж. Дальтон предложил обозначать атомы химических элементов кружками, внутри которых помещались точки, чёрточки, начальные буквы английских названий металлов и др. Символы химических элементов Дальтона получили некоторое распространение в химической литературе, но вскоре были вытеснены новой буквенной символикой, предложенной шведским химиком Й. Я. Берцелиусом.
В 1814 г. Берцелиус подробно изложил систему химической символики, основанную на обозначении элементов одной или двумя буквами латинского названия элемента; число атомов элемента предлагалось указывать надстрочными цифровыми индексами (принятое в настоящее время указание числа атомов подстрочными цифрами предложил в 1834 г. Юстус Либих). Система Берцелиуса получила всеобщее признание и сохранилась до настоящего времени. В России первое печатное сообщение о химических знаках Берцелиуса сделал в 1824 московский врач И. Я. Зацепин.